# Вук Стефановић Караџић
Вук Стефановић Караџић (Тршић, код Лознице, 6. новембар 1787 — Беч, 7. фебруар 1864) био је српски лингвиста, филолог, антрополог, књижевник, преводилац и академик. Стефановић Караџић је најзначајнији српски лингвиста XIX века, реформатор српског језика, сакупљач народних умотворина и писац првог речника српског језика. Најзначајнија је личност српске књижевности прве половине XIX века.
Имао је неколико браће и сестара који су умрли. У тадашње време се веровало, у том крају, да је то због духова и вештица. После смрти своје браће родитељи су му дали име Вук да би то име отерало духове и вештице. Учествовао је у Првом српском устанку као писар и чиновник у Неготинској крајини, а након слома устанка преселио се у Беч, 1813. године. Ту је упознао Јернеја Копитара, цензора словенских књига, на чији је подстицај кренуо у прикупљање српских народних песама, реформу ћирилице и борбу за увођење народног језика у српску књижевност. Вуковим реформама у српски језик је уведен фонетски правопис, а српски језик је потиснуо славеносрпски језик који је у то време био језик образованих људи. Тако се као најважније године Вукове реформе истичу 1818, 1836, 1839, 1847. и 1852.
За свој рад добио је неколико одликовања, других награда, као и неколико почасних доктората.  Уврштен је у списак 100 најзнаменитијих Срба.

## Биографија
Вук Стефановић Караџић је рођен 1787. године у Тршићу близу Лознице, у породици у којој су деца умирала, па је по народном обичају, добио име Вук како му зле силе не би наудиле. Његова породица се доселила из Црне Горе из Дробњака. Мајка Јегда, девојачки Зрнић, родом је из Озринића код Никшића.
Писање и читање је научио од рођака Јевте Савића Чотрића, који је био један од ретких писмених људи у округу. Образовање је наставио у школи у Лозници, али је није завршио због болести. Школовање је касније наставио у манастиру Троноши, који је био центар писмености у том крају. Како су га у манастиру мање учили, а више терали да чува стоку, отац га је вратио кући.
На почетку Првог српског устанка, Вук је био писар код церског хајдучког харамбаше Ђорђа Ћурчије а након тога код војводе Јакова Ненадовића. Исте године је отишао у Сремске Карловце да се упише у гимназију, али је са 17 година био престар. Једно време је провео у тамошњој чувеној Карловачкој богословији, где је као професор радио Лукијан Мушицки.
Не успевши да се упише у карловачку гимназију, он одлази у Петрињу, где је провео неколико месеци учећи немачки језик. Касније стиже у Београд да упозна Доситеја Обрадовића, ученог човека и просветитеља. Вук га је замолио за помоћ како би наставио са образовањем, али га је Доситеј одбио. Вук је разочаран отишао у Јадар и почео да ради као писар код Јакова Ненадовића. Заједно са рођаком Јевтом Савићем, који је постао члан Правитељствујушчег совјета, Вук је прешао у Београд и у Совјету је обављао писарске послове.
Кад је Доситеј отворио Велику школу у Београду, Вук је постао њен ђак. Убрзо је оболео и отишао је на лечење у Нови Сад и Пешту, али није успео да излечи болесну ногу, која је остала згрчена. Хром, Вук се 1810. вратио у Србију. Пошто је краће време у Београду радио као учитељ у основној школи, Вук је са Јевтом Савићем прешао у Неготинску крајину и тамо обављао чиновничке послове.
Након пропасти устанка 1813. Вук је са породицом прешао у Земун, а одатле одлази у Беч. У Бечу се упознао са припростом Аном Маријом Краус и са њом се оженио у католичкој цркви 1818. Вук и Ана имали су много деце од којих су сви осим кћерке Мине и сина Димитрија, умрли у детињству и раној младости (Милутин, Милица, Божидар, Василија, двоје некрштених, Сава, Ружа, Амалија, Александрина). У Бечу је такође упознао цензора Јернеја Копитара, а повод је био један Вуков спис о пропасти устанка. Уз Копитареву помоћ и савете, Вук је почео са сакупљањем народних песама и са радом на граматици народног говора. Године 1814. је у Бечу објавио збирку народних песама коју је назвао „Мала простонародна славено-сербска пјеснарица“. Исте године је Вук објавио „Писменицу сербскога језика по говору простога народа написану“, прву граматику српског језика на народном говору.
Идуће године је издао другу збирку народних песама под именом „Народна сербска песнарица“.
Године 1818. Вук објављује први речник народног српског језика. Овај речник је садржао око 26000 речи и на латински и немачки језик је речи преводио Јернеј. Једна од главних критика ове књиге је била то што је књига садржала непристојне речи. Ипак, дело је углавном било добро прихваћено. Такође, речник је садржао и граматику Српског језика, где је Вук говорио о новим правилима, као увођење нових слова Ј, Ђ, Ћ, Љ, Њ и Џ.
Вук се такође фокусирао на скупљање народних умотворина, па су 1823. у Лајпцигу биле објављене 3 књиге српских народних умотворина, а 1833. је објављена у Бечу још једна.
Због проблема са кнезом Милошем Обреновићем било му је забрањено да штампа књиге у Србији, а једно време и у аустријској држави. Својим дугим и плодним радом стиче бројне пријатеље, па и помоћ у Русији, где је добио сталну пензију 1826. године. У породици му је остала жива само кћерка Мина Караџић.
Сједињењем Магистрата и Суда београдског у пролеће 1831. године, Вук Караџић је именован 29. марта 1831. за председника те институције, што се у данашњим терминима сматра градоначелником Београда.
Након пута у Далмацију и Црну Гору, Вук је приметио да се у њиховом дијалекту, за разлику од његовог источнохерцеговачког дијалекта, изговарају слово Х (из леб у хлеб). Године 1836. Вук објављује „Српске народне пословице", а од 1839. он одустаје од ијекавског јотовања (из ђевојка у дјевојка).
Као година Вукове победе узима се 1847. јер су те године објављена на народном језику дела Ђуре Даничића „Рат за српски језик и правопис“, „Песме“ Бранка Радичевића, Његошев „Горски вијенац“ (писан старим правописом) и Вуков превод Новог завјета, али Вуков језик је признат за званични књижевни језик тек касније.
Године 1850. Вук и Ђура Даничић потписују Бечки књижевни договор заједно са представницима Илирског покрета. Циљ договора је био рад на јединству књижевног српског и хрватског језика.

Не брини ти, мој брајко, хоће ли народ пропасти или неће, него ради оно што си ти кадар! Па ако свако уради онолико колико је кадар, неће народ никад пропасти!

— Вук Караџић у писму Ђури Даничићу
Друго издање српског речника је објављено 1852. Оно је било много веће од првог (47500 речи). Овог пута му је помагао и преводио речи Ђура Даничић.
Нажалост, 1864. године Вук је умро, а није ни дочекао победу своје реформе. Вуков језик је званично победио 1868, четири године након његове смрти.

## Вукова смрт и сахрана
Вук је умро у Бечу, 7. фебруара / 26. јануара 1864. године, поподне, "у Трауновој кући, у Мароканској улици, у Ландштрасима". „Примећујући да писац најопсежније монографије о Вуку, Љубомир Стојановић, није имао при руци ниједно сведочанство савременика о Вуковој смрти, Андра Гавриловић је скренуо пажњу на два чланка Александра Сандића у којима је дат краћи опис самога догађаја. Међутим,остало је заборављено да је Сандић још једном, по трећи пут, нешто шире забележио своја сећања о томе како је Вук умро".
„Када је умро — 26. јануара 1864. године — Вук Караџић био је „оплакан од целог српства и целог ученог словенског света”. На вест о смрти, Вук Врчевић писао је одмах Мини: „Ово је први пут у моме животу да Bам пишем, а колико год је велика моја част, толика је двострука моја жалост што сад морам участник бити жалости благородне душе ваше за изгубитак неумрлог вашег оца а мојега највећега пријатеља и незаборављеног благодјетеља”. „На погребу Вуковом, пише један сувременик, била је — разуме се — сва омладина, а до гроба на Санкт-Марксовом гробљу носили су Вука ови омладинци: филозоф Александар Сандић и пет медицинара: Ђура Бастић, Иса Стојшић, Александар (Шаца) Степановић, Милан Јовановић (Морски). На опелу одржао је дугачки говор Александар Сандић, дугогодишњи Вуков пријатељ и помоћник у раду, а после опела, у грчкој капели, говорио је, тада још бечки студент, Владан Ђорђевић". Говор му је том приликом одржао архимандрит Герасим Петрановић. Посмртни остаци пренесени су у Београд 12. октобра 1897. године и уз велике почасти сахрањени у порти Саборне цркве, поред Доситеја Обрадовића. Почасни је грађанин Загреба.

## Вуков рад

### Реформа ћирилице и рад на граматици и речнику
Подстакнут Копитаревим саветом да напише и граматику народног језика, Вук се прихватио овог посла, за који није имао довољно стручне спреме. Угледајући се на граматику славеносрпског језика, коју је у 18. веку написао Аврам Мразовић Вук је успео да заврши своје дело. Његова граматика коју је назвао „Писменица сербскога језика по Говору простога народа написана“, изашла је у Бечу 1814. Без обзира на несвршеност и непотпуност, ово дело је значајно као прва граматика говора простога народа.
Свестан несавршености своје Писменице, Вук је прихватио примедбе Копитара и других научних радника, па је уз прво издање „Српског рјечника“ из 1818. објавио и друго, проширено издање своје граматике. У речнику је било 26.270 речи које су се користиле у говору народа у Србији, Срему и Војводини. Ово друго издање граматике је неколико година касније (1824) на немачки језик превео Јакоб Грим.
Основна вредност Писменице је било њено радикално упрошћавање азбуке и правописа. Вук је у њој применио Аделунгов принцип: „пиши као што говориш, а читај као што је написано“. Ранији покушаји, попут Саве Мркаља, су били несистематски и неуспели. Вук је сматрао да сваки глас треба да има само једно слово, па је из дотадашње азбуке избацио све знакове, који су се писала иако нису имала својих гласова. Стари правопис је подржавала Српска православна црква и део књижевника, који су у њему видела очување везе културе и писмености са исповедањем православне вере.
Вук је створио нове знаке тако што је поједина слова спојио са танким полугласом . Изглед слова ђ је прихватио од Лукијана Мушицког, џ је узео из неких старих румунских рукописа, а ћ из старих српских рукописа. Узимање слова ј из латинице су му његови противници из црквених кругова приписивали као најтежи грех, уз оптужбе да ради на покатоличавању српског народа.
Из старословенске азбуке Вук је задржао следећа 24 слова:
|  |  |  |  |  |  |  |  |
|  |  |  |  |  |  |  |  |
|  |  |  |  |  |  |  |  |

Њима је додао једно из латинице:
|  |

И пет нових:
|  |  |  |  |  |

Избацио је следећа слова:
| Ѥ ѥ (је) | Ѣ, ѣ (јат) | І ї (и) | Ѵ ѵ (и)  | Ѹ ѹ (у)  | Ѡ ѡ (о)  | Ѧ ѧ (мали јус) | Ѫ ѫ (велики јус)     | Ы ы (јери, тврдо и) |          |
| Ю ю (ју) | Ѿ ѿ (от)   | Ѳ ѳ (т) | Ѕ ѕ (дз) | Щ щ (шћ) | Ѯ ѯ (кс) | Ѱ ѱ (пс)       | Ъ ъ (тврди полуглас) | Ь ь (меки полуглас) | Я я (ја) |

У почетку Вук није употребљавао слова ф и х. Слово х је додао у цетињском издању „Народних српских пословица“ из 1836. године. Караџић је 1839. године избацио јотовање гласова д и т у српском књижевном језику.
За друго издање „Српског рјечника“ Вук је прикупљао грађу из говора становништва Црне Горе, Дубровника, Далмације и Хрватске. Ово издање је објављено у Бечу 1852. године, и у њему се нашло 47.427 речи. Ово издање Рјечника на немачки је превео Јакоб Грим. До краја свог живота Вук је радио на даљем прикупљању грађе, али га је смрт спречила да спреми и треће издање. То су тек 1898. године учинила двојица његових поштовалаца, Пера Ђорђевић и Љубомир Стојановић.

### Борба за увођење народног језика у књижевност
Током рада на граматици, речнику и издавању народних песама, Вук је почео да се бави питањем књижевног језика, који је у његово време представљао хаотичну мешавину. Стара српска књижевност развијала се на српској редакцији старословенског језика све до почетка 19. века. У 18. веку дошло је до снажног утицаја руских црквених књига на књижевни живот Срба. Елементи руског језика су све више продирали у дотадашњи црквено-књижевни језик и тако је створен вештачки руско-словенски језик, који је у Вуково време био званични језик цркве, школа и књижевности.
Школовани људи учили су из књига на старом језику, уносећи у њега елементе руског и српског народног језика. На тај начин створен је славеносрпски језик, којим се писало како је ко знао. Таква несређена ситуација је била основа са које је Вук кренуо у борбу против писаца старе школе. Борба је почела Вуковом критиком романа Усамљени јуноша 1815. и Љубомир у Елисијуму 1817. Милована Видаковића. Критика је била усмерена на лоше пишчево познавање језика, који је представљао несређену мешавину именских и глаголских облика старог, словенског и народног језика. Како је Видаковић у то време био најпопуларнији српски писац, па је овакав Вуков напад изазвао буру у књижевној јавности. Поред Видаковића, у полемици су учествовали и Јоаким Вујић, Лукијан Мушицки, Павле Берић и Глиша Гершић. Црква и њени највиши представници су предњачили међу Вуковим противницима. Карловачки митрополит Стефан Стратимировић, је већ после првих Вукових књига, дејствовао преко будимских власти да се онемогући штампање књига. Стратимировић се посебно није мирио са Вуковом азбуком, због избацивања старих ћириличних слова и увођења слова Ј, сматрајући то напуштањем православља и покатоличавањем.
Стефановић Караџић као део стратегије своје борбе за стандардизацију народног језика уводи аргументе који су истицали и исмевали недостатке недовољно прописаног, хибридног славеносрпског језика, који није имао званичне граматике, речника или правописа.
Вук је превео Нови завет на српски 1819. године и објавио га, после 27 година покушаја да добије благослов, под насловом Нови завјет Господа нашега Исуса Христа.
Поред српске цркве, највећи Вуков противник је био Јован Хаџић, оснивач и председник Матице српске и један од најобразованијих Срба тог времена. Хаџић, који је у почетку био Вуков сарадник, али су се касније разишли по питањима језика, је 1837. почео полемику са Вуком Караџићем. У спису „Ситнице језикословне“, Хаџић је дао упутства за рад будућим граматичарима. Вук је потом написао свој „Одговор на ситнице језикословне“, у ком је замерио Хаџићу на слабом познавању народног језика и непринципијелности у писању. Вуков одговор је био оштар, па је Хаџић наставио полемику написавши неколико чланака и брошура („Утук I“, „Утук II“, „Утук III“...).
Полемика између Караџића и Хаџића је трајала скоро деценију, а Караџић је однео победу тек 1847. године.

#### 1847.
Година 1847. је година Вукове победе, и година у којој је коначно доказао да је српски народни језик једини прави језик Срба, тј. да је славеносербски језик мешавина рускословенског и српског народног језика без чвршћих правила. Те године издате су четири књиге Вука и његових сарадника:
- превод „Новог завјета“ са црквенословенског на српски језик, аутор:Вук
- расправа о језику „Рат за српски језик и правопис“, Ђуро Даничић,
- „Песме“,Бранка Радичевића
- „Горски вијенац“ [а] Петра Петровића Његоша

Издавањем „Горског вијенца“, доказано је да се и највећа филозофска дела могу писати чистим српским народним језиком.
Од 1814. до 1847. године Вукова побједа није била извесна. Иако је његов рад наишао на одобравање европских филолога и лингвиста, он је међу самим Србима имао жестоке противнике, који су му приговарали да њима не треба прости, говедарски језик. Сламајући противнике у полемикама и штампајући српске народне умотворине, којима се одушевљавала цијела Европа, па чак и највећи европски пјесник тога времена Нијемац Гете, Вук је својим противницима све више доказивао да нису у праву. Истовремено је добијао све више присталица међу млађим српским књижевним и културним радницима. До Вукове побједе 1847. долази управо захваљујући младом покољењу интелектуалаца. Те године су објављена горе наведена дјела којима је доказано да се на простом народном језику може писати како поезија, филозофија тако и сама Библија, чији превод не заостаје ни за једним преводом на други језик. Дјело Ђуре Даничића је докрајчило вишегодишњу Вукову полемику са његовим главним противником Јованом Хаџићем и потпуно оправдало Вукову реформу српске азбуке и правописа. Иако је Вукова реформа ове године постала стварност, требаће двадесет и једна година да се у Србији званично прихвати Вуков правопис.

#### Његош о Вуковој редакцији српског језика
Његош свједочи и потврђује своју сагласност Вуковом преводу "Новог завјета" на српски језик (прихвата Вукову редакцију српског језика)- Беч, 9. октобра 1833. г.:
| „ | СВЈЕДОЏБА - Којом ми дољепотписани свједочимо да је познатог српског списатеља г. Вука Стефановића Караџића превод "Новог завјета" на српски језик чист и правилан и да је наша воља и жеља да се поменути превод на свијет изда на ползу језика и душевно спасеније српског народа ... Потпис :владика црногорски и брдски Петар Петровић | ” |

### Сакупљање народних умотворина
На бележењу народних умотворина Вук је почео да ради одмах по познанству са Копитаром. Копитар је гајио велику љубав према словенским народима, интересујући се нарочито за народне песме, а немачки културни радници, који су у својој земљи сакупљали старине и изучавали народну прошлост, били су му блиски пријатељи. У Бечу је Вук 1814. штампао збирку народних песама названу „Мала простонародна славено-сербска пјеснарица“, у којој се нашло око 100 лирских и 6 епских песама. Ово је био први пут да се језик простог народа појавио у штампи.
Идуће године је издао другу збирку народних песма под именом „Народна сербска песнарица“, са око стотину лирских и 17 епских песама, које је забележио по Срему, код Мушицког у Шишатовцу, Земуну, Панчеву, Сремској Митровици и Новом Саду. У овој збирци су се нашле песме које су испевали Тешан Подруговић и Филип Вишњић. Копитар је у страним листовима писао о српској народној поезији, па чак и преводио на немачки језик. Међу заинтересованим за српски језик нашли су се Немац Јохан Волфганг Гете и браћа Грим. Нова издања народних песмама изашла су 1823. и 1824. у Лајпцигу и 1833. у Бечу. Нова издања почела су излазити у шест књига од 1841. Због великих штампарских трошкова пета и шеста књига су се појавиле тек 1862. и 1864.
После великог успеха са народним песмама, Вук је почео да ради на сакупљању свих врста народних умотворина. Прва збирка приповетки „Народне српске приповијетке“ су се штампале 1821. у Бечу. У овом издању се нашло 12 приповедака и 166 загонетки. Године 1853, у Бечу је изашло ново издање приповедака, које је Вук посветио Јакобу Гриму. Вукова кћерка Мина је следеће године превела приповетке на немачки језик.
Бележење народних пословица је ишло паралелно са сакупљањем песама и приповедака. Због интервенције митрополита Стратимировића, бечке власти нису дозволиле издавање збирке без дозволе будимских власти. Како је Вук у то време боравио у Црној Гори, на Цетињу је 1836. штампао „Народне српске пословице“ које је посветио владици Петру II Петровићу Његошу. После овог издања Вук је за живота објавио још једно издање пословица.

### Сакупљање народних обичаја
Специфичан живот српског народа за време владавине Турака, изолован од савремености, учинио је да се архаична патријархална веровања и обичаји у њему дуго очували. Стога је Вук Караџић предано радио на описивању народног фолклора. „Српски рјечник“ је пружио прве богате описе обичаја и веровања народа. Тумачећи поједине речи, Вук је уносио и описе.

### Историографски рад
Поред рада на реформи српског језика и прикупљању народних умотворина, Вук Караџић се бавио и историографским радом. Као учесник Првог српског устанка, Вук је спремио огроман материјал о догађајима све до 1814, као и о владавини кнеза Милоша Обреновића. Године 1828. је објавио рад „Милош Обреновић књаз Сербији“. Од обилне грађе о Првом српском устанку, Вук је издао само један део „Правитељствујушчи совјет сербски...“, у ком је описао најважније битке из Првог српског устанка и неслогу између српских старешина.
Најистакнутије вође Првог српског устанка Вук је описао у неколико историјских монографија. Ту су обухваћени Хајдук Вељко Петровић, Милоје Петровић, Миленко Стојковић, Петар Добрњац, Хаџи Рувим и други.
Коначно, Вук је познатом немачком историчару Леополду Ранкеу дао материјал о Првом српском устанку, према којој је Ранке касније написао своје дело „Српска револуција“.

## Вуков утицај

### Филолошки рад
У првој половини 19. века, уз помоћ тадашњих врхунских филолога, као што су браћа Грим и аустријских државних власти које је представљао Јернеј Копитар, Вук Стефановић Караџић је реформисао српску ортографију и правопис, правећи велики рез између дотадашње славеносрпске културе и новог стандарда.
Караџићева капитална дела, међу којима се истичу прво издање „Српског рјечника“ (1818), друго, знатно проширено (1852), те превод „Новога завјета“ (1847), поставили су темеље за савремени стандардни српски језик, а знатно су утицала и на облик савременог стандардног хрватског језика, понајвише у фази хрватских вуковаца или младограматичара. Основна начела Караџићеве реформе се могу сажети у три тачке:
1. изједначавање народног и књижевног језика, тј. инсистирање на фолклорним језичким облицима, за које се сматрало да су поуздан водич забележен у народним песмама и пословицама;
2. прекид са свим старијим облицима српске књижевности и писмености и ново утемељење стандардног језика без ослона на традицију;
3. и, новоштокавски фолклорни пуризам, што се огледало у чишћењу језика од црквенославизама који су идентификовани као рускоцрквена наплавина која не одговара гласовној и граматичкој структури српског језика.

На техничком нивоу, Караџићева реформа се манифестовала у новој српској ћирилици у којој су избачени непотребни полугласници (ъ, ь), апсорбовани (упијени) графеми за љ, њ, џ које је предлагао Сава Мркаљ (Вук је готово у потпуности преузео графију „народног“ писаног идиолекта Гаврила Стефановића Венцловића, монаха у манастиру Рачи с краја 17. и почетка 18. века), те уведена графема ј из (немачке) латинице. Нови фонолошки правопис, примерен прозирном идиому какав је српски, заменио је старији творбено-морфолошки. Језички супстрат је била новоштокавска ијекавштина (источнохерцеговачко-крајишко наречје), коју је Вук Караџић стилизовао делом и према хрватским писаним дјелима (тјерати уместо ћерати, дјевојка уместо ђевојка, хоћу уместо оћу). Али, због утицаја српске грађанске класе у Војводини и Србији, та је реформа прихваћена у нешто измењеном облику: ијекавски рефлекс јата (ѣ) је замењен екавским (нпр. дете уместо дијете). Српски књижевни језик ијекавског рефлекса јата остао је у Црној Гори, Босни и Херцеговини, међу Србима и Хрватској, као и у народним говорима западне и југозападне Србије.
Караџићев филолошки рад имао је истакнуте следбенике међу српском интелигенцијом, као што су: Ђуро Даничић, Стојан Новаковић, Љуба Стојановић, П. Милосављевић, Д. Петровић, Р. Маројевић, М. Ковачевић, Ј. Стојановић.

### Нефилолошки рад
Вук је поред свог највећег доприноса на књижевном плану, дао веома значајан допринос и српској антропологији у комбинацији са оновременом етнографијом. Уз етнографске записе оставио је записе и о физичким особинама тела. У књижевни језик је унео богату народну терминологију о деловима тела од темена до стопала. Треба напоменути да се овим терминима и данас користимо, како у науци тако и у свакодневном говору. Дао је, између осталог, и своје тумачење везе између природне средине и становништва, а ту су и делови о исхрани, о начину становања, хигијени, болестима, као и о погребним обичајима. У целини посматрано, овај значајни допринос Вука Караџића није толико познат нити изучаван.
(Караџић, В.: Сабрана дела, књига XVIII, Просвета, Београд 1972.)
Двадесет и два европска композитора су компоновали на основу сакупљених народних песама Вука Стефановића Караџића.

## Награде
Вук је био цењен у Европи: биран је за члана берлинске, бечке, петроградске академије наука, примљен је за члана научних друштава у Кракову, Москви, Гетингену, Паризу и другим градовима.
Одликован је од руског и хабзбуршког цара, од пруског краља, и Руске академије наука. Додељени су му Орден књаза Данила I, Орден Свете Ане другог степена, Орден црвеног орла и Орден Франца Јозефа.
Године 1861. додељена му је титула почасног грађанина града Загреба.

## Дела
- Мала простонародна славеносербска пјеснарица (1814) – Вук се изјашњава за нови правопис: »Пиши као што говориш, а читај како је написано»[23]
- Српска граматика (1814, 1818. и, на немачком, са Гримовим предговором,1824)
- О Видаковићевом роману (1817)
- Стефановић-Караџић, Вук (1818). Српски рјечник (1. изд.). Беч.
- Српске народне пјесме (1814, 1815, 1823, 1833, 1841, 1845, 1846, 1862, 1865, 1866)
- О Љубибратићевим преводима (1820)
- Српске народне приповјетке (1821, 1853)
- Житије Ајдук-Вељка Петровића (1826)
- Даница (1826, 1827, 1828, 1829, 1834), Беч
- Први српски буквар (1827)
- Географическо-статистическо описаније Србије (1827)
- О старој историји, турској владавини, хајдуцима (1827)
- Прва година српског војевања на даије (1828)
- О Милошу Обреновићу (1828, 1832)
- Као српски Плутарх, или житија знатни Србаља (1829)
- Друга година српског војевања на даије (1834)
- Српске народне пословице као и друге као и оне у обичај узете ријечи (1836, 1849)
- Stefanović-Karadžić, Vuk (1837). Montenegro und die Montenegriner: Ein Beitrag zur Kenntniss der europäischen Türkei und des serbischen Volkes. Stuttgart und Tübingen: Verlag der J. G. Cotta'schen Buchhandlung.
- Одговори Јовану Хаџићу – Милошу Светићу на његове Ситнице језикословне (1839) и Утуке (1843, 1847)
- Одговор на лажи и опадања у «Српском улаку» (1844)
- Писма Платону Атанацковићу о српском језику и правопису (1845)
- Превод Новога завјета (1847)
- Ковчежић за историју, језик и обичаје (1849)
- Стефановић-Караџић, Вук (1852). Српски рјечник (2. изд.). Беч.
- Правитељствујушчи совјет (1860)
- Живот и обичаји народа српскога (1867)
- Стефановић-Караџић, Вук (1969). „Црна Гора и Црногорци: Прилог познавању европске Турске и српског народа”. Етнографски списи: О Црној Гори. Београд: Просвета. стр. 265—354.
- Разни језички и полемички списи
- О народним умотворинама (у предговорима поменутих збирки)
- О старој српској књижевности

## Галерија
- Петњица, место порекла Караџића
- Петњица, место порекла Караџића
- Вукова диплома почасног доктора филозофије у Јени
- О смрти Вука Стеф. Караџића у Србским новинама - 8. фебруар 1864. г.
- Објава парастоса Вуку у Бечу
- Спомен плоча о Вуку Караџићу на Саборној цркви у Београду
- Вуков споменик у дворишту Народне библиотеке у Нишу
- Биста Вука Караџића испред школе у Београду
- Биста Вука Караџића у Кладову
- Споменик Вуку на уласку у село Јаловик
- Споменик Вуку у Ваљеву
- Споменик Вуку у Крагујевцу
- Споменик Вуку у Петњици код Шавника